# Lawrence "Larry" Watson
Lawrence "Larry" Watson (nacido el 26 de octubre de 1952) es un educador, cantante, compositor y activista estadounidense. Desde enero de 2016, Watson se desempeña como profesor de conjunto en Berklee College of Music y también es artista residente en el Instituto Charles Hamilton Houston de Raza y Justicia de la Facultad de Derecho de Harvard , estando allí desde los años 80, tras empezar a residir activamente en la zona.
Es coanfitrión del programa de televisión Sing that thing en WGBH, Boston, un programa con relativo éxito.

## Edad temprana y educación
Lawrence Watson, nacido en la sección Bedford-Stuyvesant de Brooklyn, Nueva York, atribuye su dirección musical a sus fuertes lazos familiares y los mensajes espirituales de la música afroamericana que ha sido inculcada desde niño por parte de su entorno cercano.
Mientras crecía en la década de 1960, Watson escuchaba música gospel, ritmo y blues. Sintió que esta música lo salvó de una vida en las calles. Llegó a creer que la música podía cambiar vidas y por eso se embarcó en su carrera profesional.
Watson asistió a la Universidad Estatal de Nueva York en Oswego . Jerry Seinfeld, compañero de cuarto de Watson en la universidad, en una aparición en el Steve Harvey Show, llamó a Watson "su primer amigo negro". Watson consideró que la relación era única, que cruzó las divisiones raciales y culturales durante los trastornos sociales de principios de los años setenta y que a futuro seria presentado como uno de los primeros casos sociales del caso por parte del propio artista.
Mientras era vicedecano en la Universidad de Cornell, Watson fue elegido miembro de la Junta de Educación de Ithaca, Nueva York y sirvió en la Comisión de Derechos Humanos del condado de Tompkins, siendo reconocido tardíamente por su servicio.

## Carrera

### Activista
En 1997, Watson sintió que lo habían arrestado injustamente por una infracción de tránsito. Habló y testificó sobre su arresto ante la legislatura de Massachusetts consiguiendo salir impune del juicio.
En la Universidad de Harvard, Watson se desempeñó como copresidente de la Asociación de Profesores y Administradores Negros. Él y Derrick Bell escribieron un informe sobre la falta de progreso de la Universidad en el nombramiento de profesores negros para puestos permanentes. Finalmente, Watson fue despedido de su cargo y alegó discriminación.

### Carrera musical
Las actuaciones de Watson apoyan los derechos humanos y transmiten un mensaje de cambio social. A través de su música, defiende causas políticas y humanitarias y celebra la experiencia afroamericana.
Cantó el papel principal en Langston Hughes Black Nativity (1990) y actuó para Nelson Mandela en Boston Esplanade (1990).
En 1992 cantó para Amnistía Internacional USA (1992) y cantó para el capítulo de Boston de TransAfrica . En 1993, Watson fundó Save OurSelves Productions and Consulting (SOS). Ha utilizado esta plataforma para hablar sobre el hip hop y educar a artistas más jóvenes.
Actuó para el Boston Dialogue on Race en 1996 y el CD de Watson, The Journey, debutó en 1997. The Journey ofrece canciones de la experiencia negra. La composición del CD fue realizada por Watson y obtuvo críticas positivas. El Boston Globe elogió la composición de la canción por su letra significativa.
En 2000, actuó en honor a los miembros fundadores de la primera organización de arte negro constituida en Massachusetts, Boston Afro-American Artists (BAAA). Ese mismo año, Watson lanzó su CD Reparaciones: de Togo a Arkansas . Condenó la esclavitud, los prejuicios policiales y la misoginia. El álbum mezcla ritmo y blues, gospel, jazz y funk .
Honró al 54.º Regimiento de Infantería de Massachusetts (2003) en el Museo de Historia Afroamericana y conmemoró el 50.º aniversario de la Ley de Derechos Civiles de 1964 (2014).
Como artista residente del Instituto Charles Hamilton de Raza y Justicia de Houston (CHHIRJ), Watson ofreció actuaciones musicales en apoyo de los simposios legales.
En 2007, sus apariciones en simposios de CHHIRJ incluyeron: el Foro Anual de Martha's Vineyard: Heard it Through the Grapevine: Race and Media in the 21st Century; el 50.º aniversario de Dred Scott v. Sanford: Raza, ciudadanía y justicia y la celebración del 50 aniversario de la integración de Central High School en Little Rock, Arkansas.
En 2008, actuó en el Foro Anual de Martha's Vineyard: Raza, Género, Edad y Religión en las elecciones de 2008. En 2009 volvió a actuar para el Foro Anual de Martha's Vineyard: Lograr el equilibrio adecuado: abordar nuestras respuestas individuales y colectivas a las familias y comunidades.
La actuación de 2010 fue para el Foro Anual de Martha's Vineyard: Raza, Razón y Religión. En 2011, apareció en Celebrating Challenges and Champions: From Houston to Marshall to the 21st Century y en el Foro anual de Martha's Vineyard: A Gathering of Elders: Sheros, Heroes and Survivors.
En 2013, apareció en el Foro anual de Martha's Vineyard: Raza, lugar y salud, toma dos aspirinas.

## Premios
En 1996, la organización de derechos civiles Community Change, con sede en Boston, otorgó a Watson el premio Drylongso por sus esfuerzos en la lucha contra el racismo. Y en 2001, el capítulo de Cambridge, MA de la NAACP, otorgó a Watson el Premio de Derechos Civiles Alvin E. Thompson por su destacado liderazgo y promoción del empoderamiento comunitario.

## Discografía
- The Journey (1997)
- Reparations: from Togo to Arkansas (2000)
- Prescriptions (2016)